# Tomosvaryella indica
Tomosvaryella indica är en tvåvingeart som beskrevs av Kapoor, Grewal och Sharma 1987. Tomosvaryella indica ingår i släktet Tomosvaryella och familjen ögonflugor. Inga underarter finns listade i Catalogue of Life.